# 胜利街道 (北京市)
胜利街道是中华人民共和国北京市顺义区下辖的一个街道，位于顺义城区中部，范围东起通顺路与光明街道邻接，南临顺平路与石园街道相邻，西至京承铁路与旺泉街道相接，北隔城北减河与双丰街道相望。2019年3月30日之前也曾经是顺义区人民政府机关驻地，辖区内拥有顺义区最繁华的商业中心新顺大街。

## 行政区划
胜利街道下辖18个社区，分别是：
幸福西街社区、义宾街社区、义宾北区社区、义宾南区社区、前进社区、太平社区、胜利小区社区、建新北区第一社区、建新北区第二社区、建新北区第三社区、建新南区第一社区、建新南区第二社区、怡馨家园第一社区、怡馨家园第二社区、龙府花园社区、双兴南区第一社区、红杉一品社区、永欣嘉园社区、华玺瀚楟社区、站前北街社区、双兴南区第二社区和双兴北区第一社区